# روبرت شتادلر
روبرت شتادلر (بالألمانية: Rupert Stadler)‏ هو مهندس ألماني، ولد في 17 مارس 1963 في Titting ‏ في ألمانيا.

## وصلات خارجية
- روبرت شتادلر على موقع مونزينجر (الألمانية)